# Índice Broca
El índice Broca es una fórmula que fue desarrollada en 1871 por el médico y cirujano francés Paul Broca (1824-1880) a partir de estudios realizados sobre soldados. Es una forma rápida y sencilla de determinar la masa corporal de referencia de una persona adulta a partir de su estatura:

## Cálculo
El índice de Broca se calcula a partir de la siguiente fórmulaː
{\displaystyle P(kg)=E(cm)-100}
siendo P la masa, expresado en kg, y E la estatura, medida en cm. El valor obtenido varía en función del sexo:
- Hombres: ±10%
- Mujeres: ±15%

Por ejemplo, el peso corporal de referencia para un hombre de 180 cm será igual a:
ː P (kg) = (180 - 100) ± ( 180-100 ) × 0,1 = 80 ± 8 = (88-72) kg
es decir, el peso de referencia para los hombres de 180 cm, según el índice de Broca, se situaría entre 72 y 88 kg.
Si bien actualmente aún se utiliza este índice en algunos estudios científicos, presenta serias limitaciones cuando se realizan estudios médicos en individuos con determinadas características antropométricas,. En la práctica clínica se recurre a otros coeficientes, como el índice de masa corporal también conocido como índice de Quetelet, para estimar el peso de referencia de un individuo.

## Observación
Un error frecuente en el uso e interpretación del dato obtenido con este índice, es creer que es el valor correspondiente al peso que una persona en particular debe tener. Nada más lejos de la realidad: es el peso promedio característico de la población que posee características similares a las del individuo que se está analizando.